# Edward Kelly (Politiker)
Edward Kelly (* 6. Oktober 1883 im County Monaghan; † 23. April 1972) war ein irischer Politiker, der von 1954 bis 1957 Teachta Dála (Abgeordneter) im Dáil Éireann, dem irischen Unterhaus des Oireachtas, war.

## Leben
Kelly war als Landwirt tätig. Er kandidierte erstmals bei den Wahlen 1954 im Wahlkreis Monaghan und konnte in den Dáil einziehen. Er konnte seinen Sitz bei den nachfolgenden Wahlen 1957 nicht verteidigen und auch der Versuch, den Sitz bei den Wahlen 1961 zurückzugewinnen, scheiterte. Bei den nachfolgenden Wahlen trat er nicht mehr an.